# Ислам в Сенегале
Ислам является преобладающей религией в Сенегале. Более 90 % населения страны составляют мусульмане, из них 95% являются членами четырех основных суфийский тарикатов, широко представленных в Сенегале. Небольшая ливанская община в Сенегале (ок. 30 тыс.) исповедует шиитский ислам. И примерно 1 % мусульман Сенегала являются членами ахмадийского течения.

## История
Ислам получил в Сенегале распространение с XI века с обращения в ислам короля Текрура, Вар Джаби в 1040 году, вероятно, в результате транссахарской торговли между Северной и Западной Африкой. Король проводил политику активной исламиизации и в 1035 году ввёл в королевстве шариат. 
В XVII веке ислам стал религией элиты и торговых классов в регионе. В 1776 году тукулёры свергли династию Денианке и построили теократическую олигархию. Под влиянием других исламских движений по всей Западной Африке они, начали активную военную деятельность направленную на создание на базе традиционных государств региона мусульманского теократического государства. 
В XVIII веке французы начали колонизацию Сенегала. В ответ сенегальские мусульмане особенно в сельской местности стали активно вступать в суфийские братства, чтобы объединиться против колонизации страны. Ислам стал точкой сплочения африканского сопротивления французам и ведущую роль в этом играл тарикат Тиджания представители которого основали теократическое государство в бассейне рек Сенегал и Нигер известное как Халифат Тиджания (1852 — 1893). Основателем этого государства был Омар Саиду Талл, который первым образовал отделение братства Тиджанийя в Западной Африке после того, как был инициирован в тарикат Тиджанийя во время хаджа в Мекку. В своей попытке создать исламскую империю Тиджанийя в Сенегале Талл описывается как «самый выдающийся из мусульманских духовных воинов».
Суфийские братства расширили здесь своё присутствие с усилением французской колонизации во второй половине XIX века.

## Тарикаты
В Сенегале действует несколько суфийских братств (тиджанийский, мюридский, кадирийский и лайениский) тарикатами.
Кадирия
Кадирия — старейший тарикат в Сенегале. Основан суфийским мистиком Абдуль Кадиром аль-Джилани в XII-м веке
Мюридия
Мюридия представляет одну из самых экономически и социально влиятельных сил в Сенегале. Орден доминирует в целых секторах экономики, таких как например транспорт.
Тиджания
Тиджания — самый распространённый тарикат в Сенегале, который исповедают примерно 60 % сенегальцев-мусульман.
Layene
Братство Лайен сновано в 1884 году. Центр — в городе Йофф.
Возник под влиянием махдизма у народа лебу в деревне Лебу (сегодня — коммуной Дакара). Основателем тариката был Лимаму Тиав, который начал проповедовать своё учение 24 мая 1883 года в возрасте сорока лет. Тиав проповедовал «чистый и искренний» культ, удалённый от традиций, которые, по его мнению, не соответствовали тому, чему учил ислам.